# Dům přírody Třeboňska
Dům přírody Třeboňska (dříve Expozice Třeboňsko – krajina a lidé) je návštěvnické středisko chráněné krajinné oblasti a biosférické rezervace Třeboňsko v areálu zámku Třeboň.

## Popis a historie
Prostory stálé výstavy Třeboňsko – krajina a lidé vznikly během let 2002–2004 a pro veřejnost je otevřel prezident Václav Havel 23. dubna 2004. Část 7,5 milionu korun na vybudování expozice se regionu a městu podařilo získat z evropského fondu PHARE CBC. V roce 2010 se expozice stala součástí Domu přírody Třeboňska a prvním ze třinácti podobně pojmenovaných a zaměřených prostor Agentury ochrany přírody a krajiny ČR v různých krajích Česka.
Návštěvnické centrum CHKO Třeboňsko provozuje je město Třeboň s cílem seznámit návštěvníky se základními informacemi o přírodě a krajině chráněné krajinné oblasti a poskytnout jim tipy na výlety.
Expozice v šesti místnostech kombinuje dvou- a třírozměrné exponáty (dioramata) s audiovizuální technikou. Mezi vystavované objekty s tematikou přírody, lázeňství a rybníkářství patří například několikasetletý kmen dubu, dřevěná lázeňská vana, schwarzenberská lednice ze začátku 20. století nebo rybářské náčiní, preparované ryby a další zvířata. Výstava je interaktivní s naučnými aktivitami pro děti i dospělé, jež zaměstnávají základní smysly. Ve videosálu je pak možné zhlédnout o této tematice filmy v několika jazycích.
Maskotem expozice je orel mořský, který se do oblasti vrátil se v roce 1984 po vyhubení před 150 lety a trvale tam hnízdí. Maskotem pro dětské návštěvníky je dubový skřítek Milda Dubulík, který je průvodcem, jenž má Třeboňsko přiblížit dětem díky loutce přímo v expozici a prostřednictvím tištěných materiálů s úkoly, jejichž řešení lze najít na webu organizace.

## Další činnost
- Středisko kromě individuální prohlídky nabízí také možnost objednávky skupinové návštěvy.[9]
- Mezi další aktivity patří organizace přírodovědných vycházek a cykloexkurzí pod vedením odborných průvodců.[10]
- Web Domu přírody Třeboňska nabízí ke stažení návštěvnické brožury, například o Zlaté stoce, místním rybníkářství nebo Staré a Nové řece.[11]

## Fotogarerie

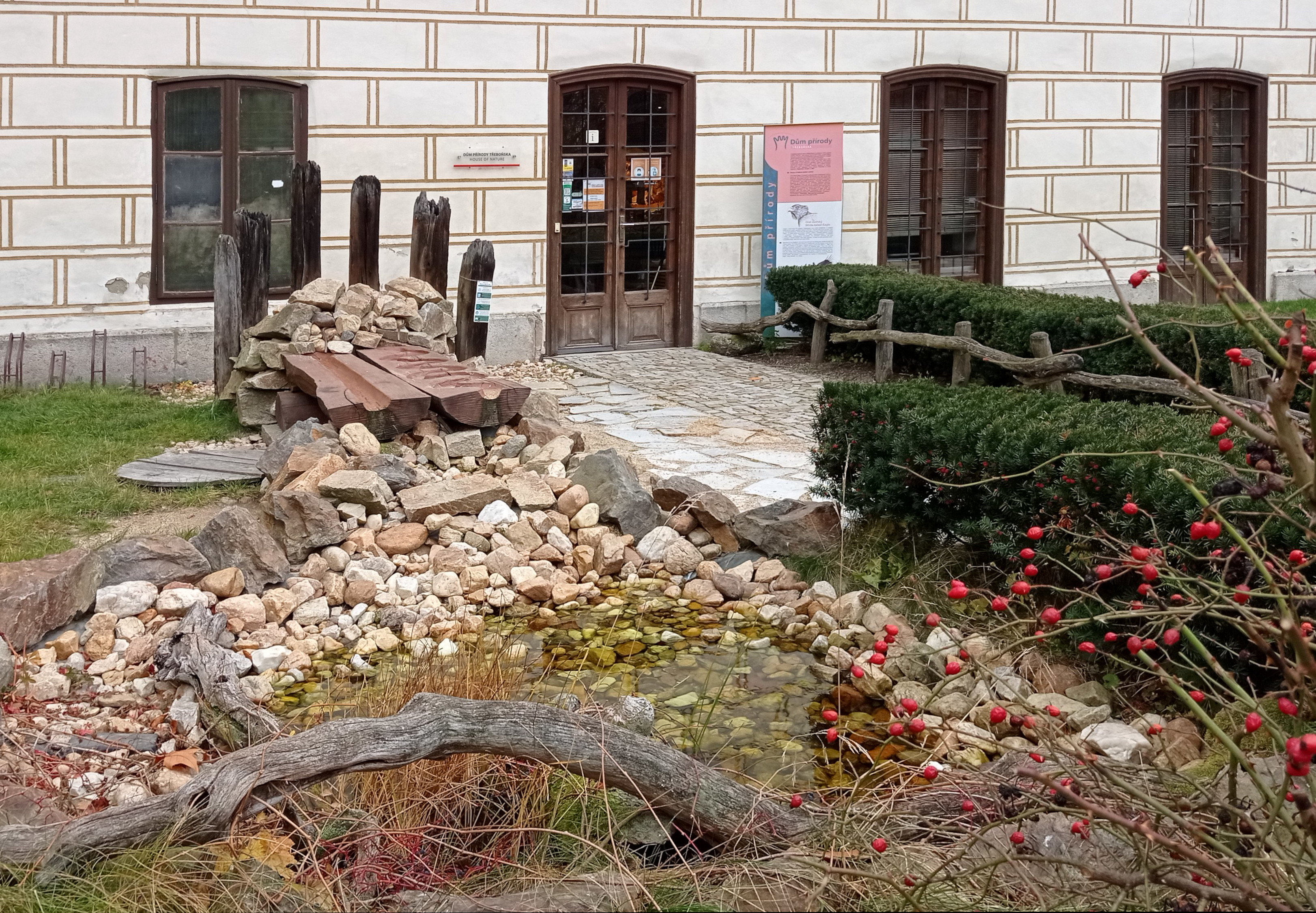
Vstup do Domu přírody
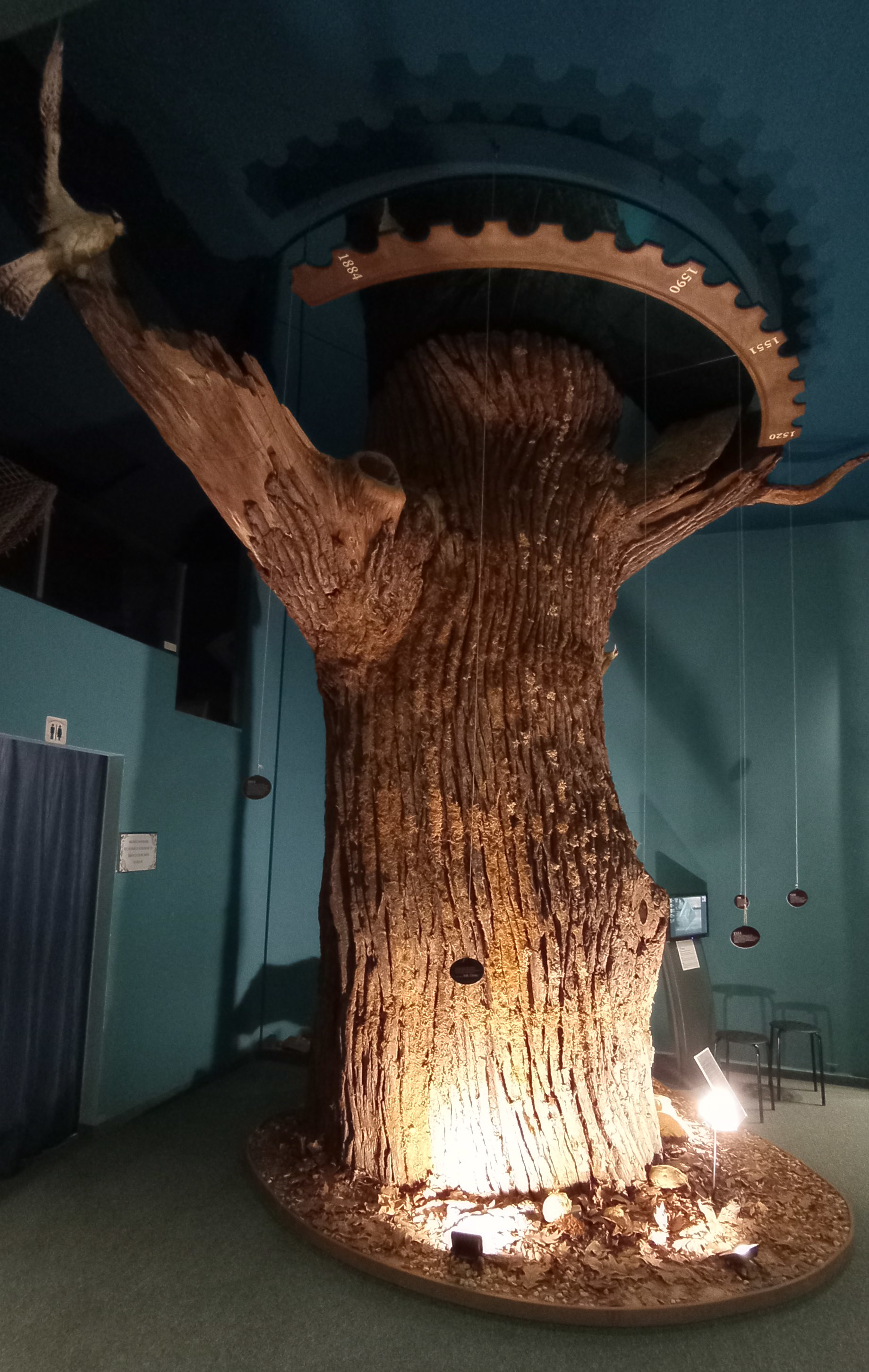
300letý dub
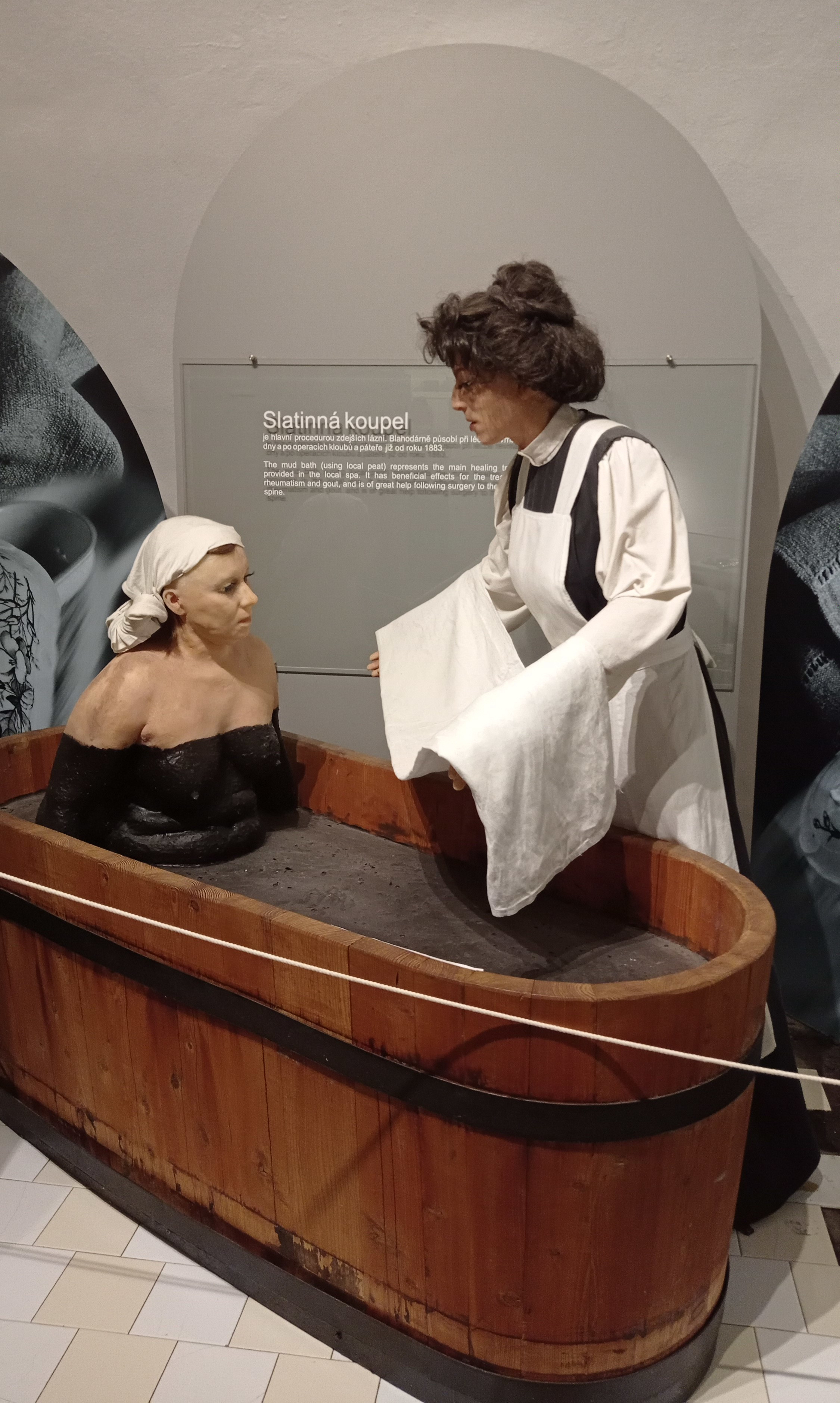
Lázeňství
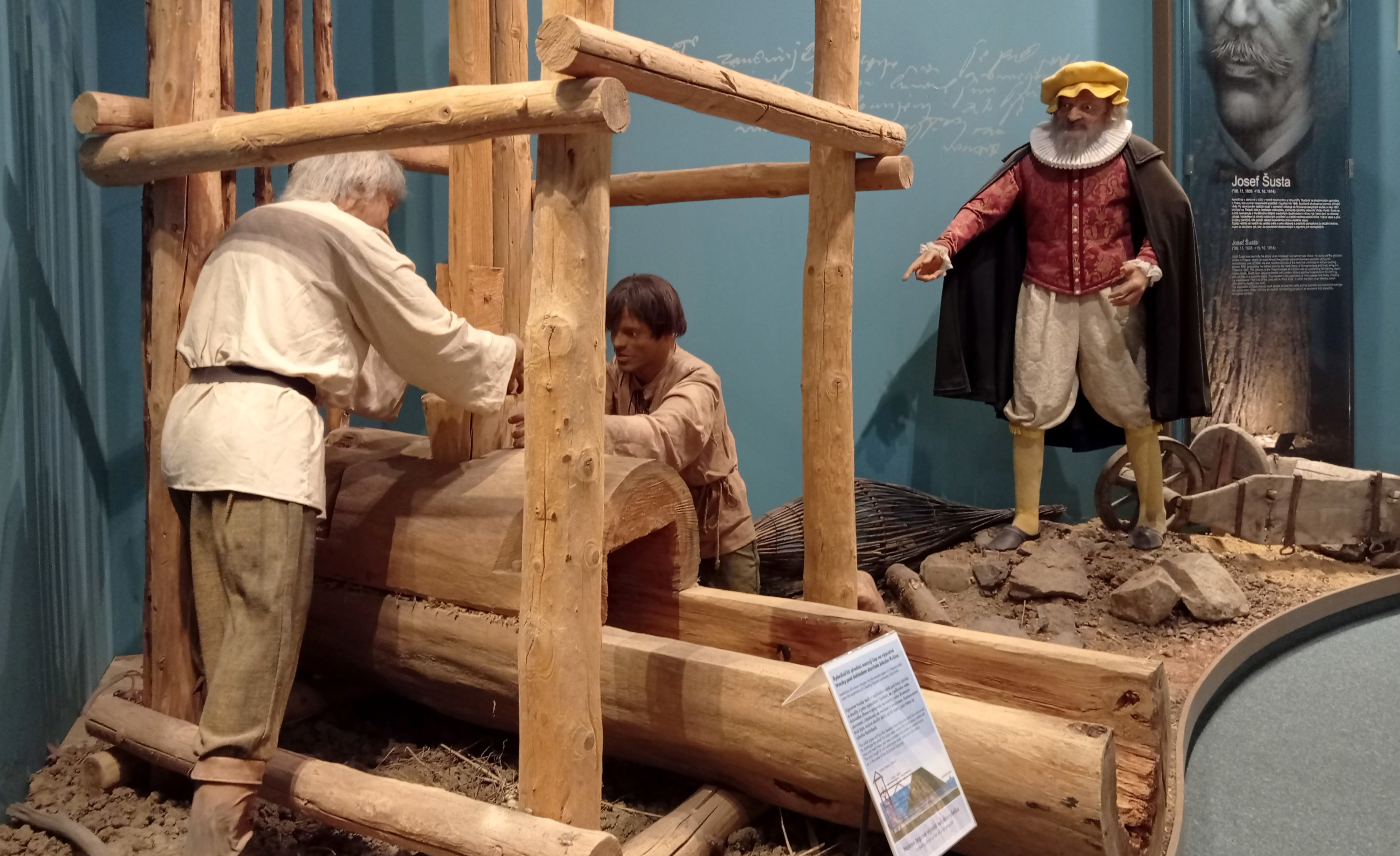
Rybářství
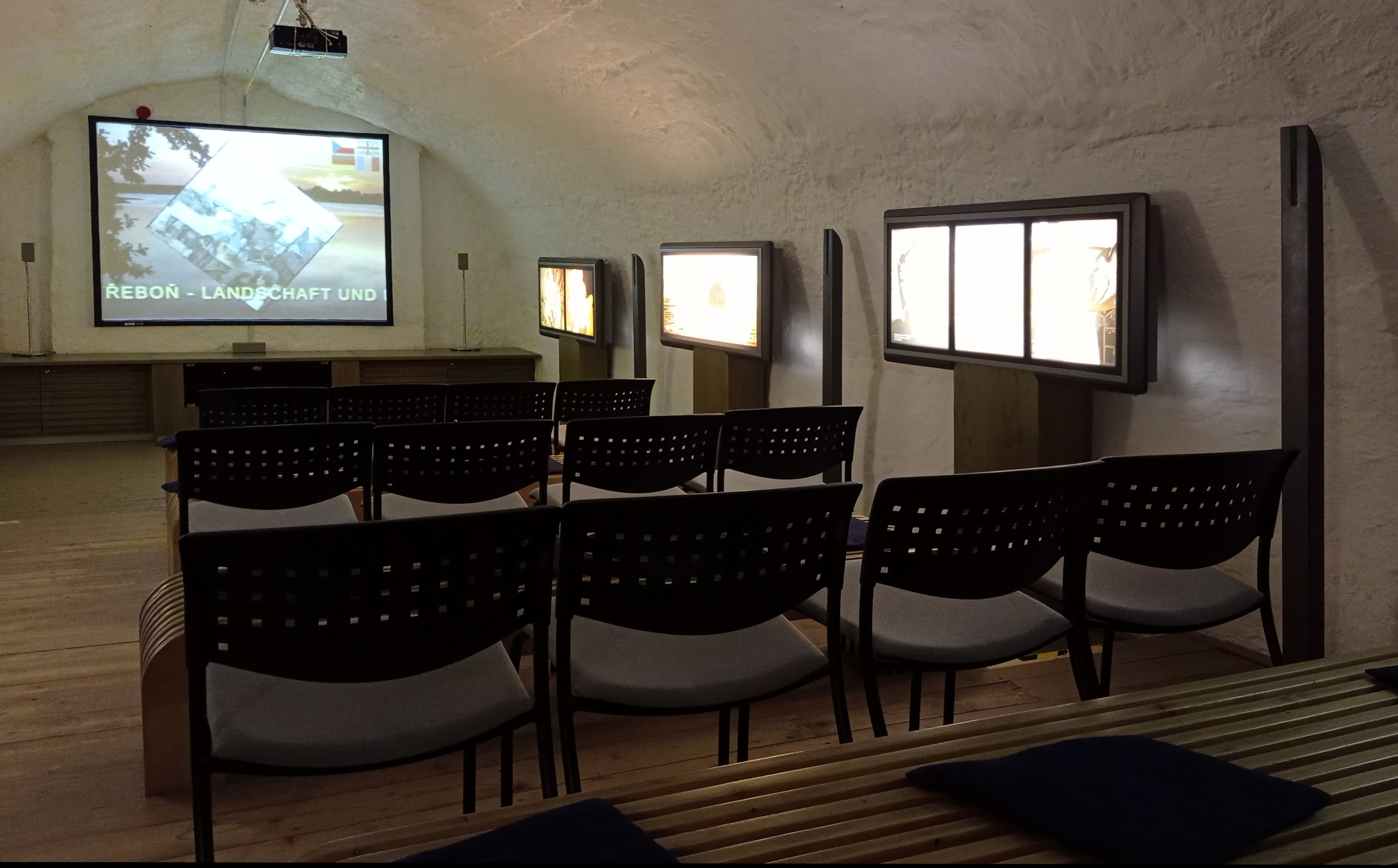
Promítací sál
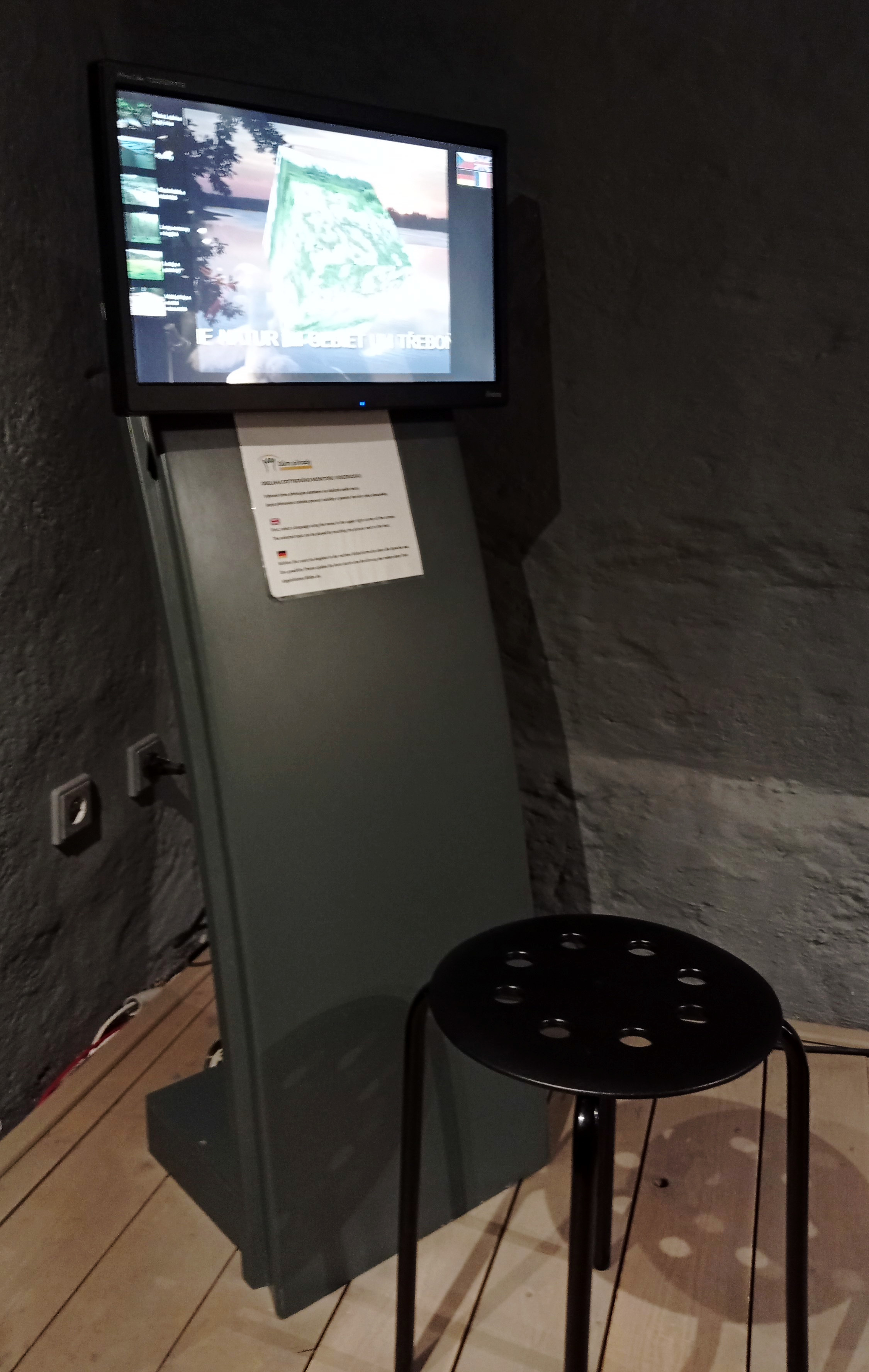
Digitální technika